# Минеральные Воды (станция)
Минера́льные Во́ды — участковая узловая железнодорожная станция Минераловодского региона Северо-Кавказской железной дороги, находящаяся в городе Минеральные Воды Ставропольского края.
Расположена на двухпутной электрифицированной линии Ростов-на-Дону — Прохладная. От станции начинается 64-километровый двухпутный электрифицированный участок до станции Кисловодск. На станции сосредоточены основные предприятия железнодорожного транспорта региона. Благодаря станции и аэропорту город Минеральные Воды называют воротами Кавказских Минеральных Вод.

## История
Станция была открыта в 1875 году в ходе строительства Владикавказской железной дороги. Первоначально носила название Султановская. 30 апреля 1875 года началось движение поездов.
17 мая 1894 года открылось регулярное движение поездов на участке Минеральные Воды — Кисловодск.
В 1912 году на всём протяжении Минераловодской ветки железной дороги устроено двухпутное движение.
В 1936 году была электрифицирована на постоянном токе напряжением 1,5 кВ. В ноябре 1936 года от станции Минеральные Воды в пробный рейс вышел первый электропоезд. Питание энергией шло от Баксанской ГЭС, первой крупной гидростанции Северного Кавказа.
10 июля 1944 года восстановлено бесперебойное железнодорожное сообщение между Минераловодской узловой станцией и курортными городами Кавминвод.
В 1955 году было построено современное здание вокзала. Здание представляет собой типичный образец сталинской архитектуры, оно увенчано башней с часами и окружено колоннами, причём со стороны путей колоннада выдвигается вперёд от центрального фасада здания, образуя полукруг. Между зданием и полукругом находится открытая площадка, на которой расположен фонтан со скульптурой орла.
В 1963 году главный ход Северо-Кавказской железной дороги был электрифицирован на переменном токе до станции Невинномысская. Чтобы не оборудовать станцию Минеральные Воды переключателями контактной сети, было принято решение переделать электровозы переменного тока ВЛ61 в двухсистемные электровозы ВЛ61Д. Пригородные пассажирские перевозки до станций Кисловодск (64 км) и Железноводск осуществлялись электропоездами постоянного тока, на станции Минеральные Воды были отдельные пути для прибытия и отправления электропоездов. В 1964 году напряжение было повышено до 3 кВ.
В 1975 году электрификация на переменном токе от Минеральных Вод была продолжена до станции Прохладная.
17 сентября 1978 года на станции Минеральные Воды Северо-Кавказской железной дороги состоялась получившая впоследствии некоторую известность так называемая «встреча четырёх генсеков», четырёх человек, с 1964 по 1991 годы последовательно возглавлявших Советский Союз, ехавшие поездом в Баку Леонид Брежнев и сопровождавший его Константин Черненко встретились с находившимся здесь на отдыхе Юрием Андроповым и руководителем региона, первым секретарём Ставропольского крайкома КПСС Михаилом Горбачёвым. Через два месяца после этой встречи М. С. Горбачёв был переведён в Москву и избран секретарём ЦК КПСС.
23 мая 2006 года линия Минеральные Воды — Кисловодск была переведена на переменный ток напряжением 27,5 кВ, подвижной состав был заменен на локомотивы переменного тока.

## Пассажирское сообщение по станции

### Направления поездов дальнего следования
| Страна               | Пункт назначения |
| -------------------- | --- |
| Российская Федерация | Адлер, Анапа, Владикавказ, Грозный, Екатеринбург, Кисловодск, Краснодар, Махачкала, Москва-Казанская, Москва-Павелецкая, Назрань, Нальчик, Нижний Новгород, Новокузнецк, Новороссийск, Орск, Ростов-на-Дону, Санкт-Петербург, Симферополь, Тында, Тюмень |

### Направления поездов пригородного сообщения
| Страна               | Пункт назначения                                                           |
| -------------------- | -------------------------------------------------------------------------- |
| Российская Федерация | Будённовск, Владикавказ, Кавказская, Кисловодск, Краснодар, Невинномысская |

По состоянию на июнь 2024 года по станции курсируют следующие поезда пригородного сообщения:
| Пригородное сообщение | Пригородное сообщение          | Пригородное сообщение | Пригородное сообщение             |
| № поезда              | Маршрут движения               | № поезда              | Маршрут движения                  |
| --------------------- | ------------------------------ | --------------------- | --------------------------------- |
| 6101                  | Кисловодск — Минеральные Воды  | 6102                  | Минеральные Воды — Кисловодск     |
| 6103                  | Кисловодск — Минеральные Воды  | 6104                  | Минеральные Воды — Кисловодск     |
| 6105                  | Кисловодск — Минеральные Воды  | 6106                  | Минеральные Воды — Кисловодск     |
| 6107                  | Кисловодск — Минеральные Воды  | 6108                  | Минеральные Воды — Кисловодск     |
| 6109                  | Кисловодск — Минеральные Воды  | 6110                  | Минеральные Воды — Кисловодск     |
| 6111                  | Кисловодск — Минеральные Воды  | 6112                  | Минеральные Воды — Кисловодск     |
| 6113                  | Кисловодск — Минеральные Воды  | 6114                  | Минеральные Воды — Кисловодск     |
| 6117                  | Кисловодск — Минеральные Воды  | 6116                  | Минеральные Воды — Кисловодск     |
| 6119                  | Кисловодск — Минеральные Воды  | 6118                  | Минеральные Воды — Кисловодск     |
| 6121                  | Кисловодск — Минеральные Воды  | 6122                  | Минеральные Воды — Кисловодск     |
| 6123                  | Кисловодск — Минеральные Воды  | 6124                  | Минеральные Воды — Кисловодск     |
| 6125                  | Кисловодск — Минеральные Воды  | 6126                  | Минеральные Воды — Кисловодск     |
| 6127                  | Кисловодск — Минеральные Воды  | 6128                  | Минеральные Воды — Кисловодск     |
| 6129                  | Кисловодск — Минеральные Воды  | 6130                  | Минеральные Воды — Кисловодск     |
| 6133                  | Кисловодск — Минеральные Воды  | 6132                  | Минеральные Воды — Кисловодск     |
| 6135                  | Кисловодск — Минеральные Воды  | 6134                  | Минеральные Воды — Кисловодск     |
| 6137                  | Кисловодск — Минеральные Воды  | 6138                  | Минеральные Воды — Кисловодск     |
| 6139                  | Кисловодск — Минеральные Воды  | 6140                  | Минеральные Воды — Кисловодск     |
| 6143                  | Кисловодск — Минеральные Воды  | 6142                  | Минеральные Воды — Кисловодск     |
| 6145                  | Кисловодск — Минеральные Воды  | 6144                  | Минеральные Воды — Кисловодск     |
| 6149                  | Кисловодск — Минеральные Воды  | 6148                  | Минеральные Воды — Кисловодск     |
| 6329/6331/6339        | Минеральные Воды — Краснодар   | 6340/6338/6334        | Краснодар — Минеральные Воды      |
| 6439/6407             | Владикавказ — Минеральные Воды | 6408/6440             | Минеральные Воды — Владикавказ    |
| 6801                  | Будённовск — Минеральные Воды  | 6802                  | Минеральные Воды — Будённовск     |
| 6809                  | Будённовск — Минеральные Воды  | 6810                  | Минеральные Воды — Будённовск     |
| -                     | -                              | 6830                  | Невинномысская — Минеральные Воды |
| 6833/6219             | Минеральные Воды — Кавказская  | -                     | -                                 |
| 7201 «Ласточка»       | Кисловодск — Минеральные Воды  | 7202 «Ласточка»       | Минеральные Воды — Кисловодск     |
| 7203 «Ласточка»       | Кисловодск — Минеральные Воды  | 7204 «Ласточка»       | Минеральные Воды — Кисловодск     |
| 7205 «Ласточка»       | Кисловодск — Минеральные Воды  | 7206 «Ласточка»       | Минеральные Воды — Кисловодск     |
| 7207 «Ласточка»       | Кисловодск — Минеральные Воды  | 7208 «Ласточка»       | Минеральные Воды — Кисловодск     |

По состоянию на июнь 2024 года по станции курсируют следующие поезда дальнего следования:
| Дальнее следование               | Дальнее следование               | Дальнее следование               | Дальнее следование               |
| № поезда                         | Маршрут движения                 | № поезда                         | Маршрут движения                 |
| Круглогодичное обращение поездов | Круглогодичное обращение поездов | Круглогодичное обращение поездов | Круглогодичное обращение поездов |
| -------------------------------- | -------------------------------- | -------------------------------- | -------------------------------- |
| 3 «Кавказ» 2-этажный             | Кисловодск — Москва              | 4 «Кавказ» 2-этажный             | Москва — Кисловодск              |
| 33 «Осетия»                      | Владикавказ — Москва             | 34 «Осетия»                      | Москва — Владикавказ             |
| 49                               | Кисловодск — Санкт-Петербург     | 50                               | Санкт-Петербург — Кисловодск     |
| 59                               | Кисловодск — Новокузнецк         | 60                               | Новокузнецк — Кисловодск         |
| 61 «Эльбрус»                     | Нальчик — Москва                 | 62 «Эльбрус»                     | Москва — Нальчик                 |
| 97                               | Кисловодск — Тында               | 98                               | Тында — Кисловодск               |
| 111                              | Кисловодск — Орск                | 112                              | Орск — Кисловодск                |
| 135                              | Махачкала — Санкт-Петербург      | 136                              | Санкт-Петербург — Махачкала      |
| 143                              | Кисловодск — Москва              | 144                              | Москва — Кисловодск              |
| 145 «Ингушетия»                  | Назрань — Москва                 | 146 «Ингушетия»                  | Москва — Назрань                 |
| 237                              | Кисловодск — Нижний Новгород     | 238                              | Нижний Новгород — Кисловодск     |
| 255                              | Кисловодск — Екатеринбург        | 256                              | Екатеринбург — Кисловодск        |
| 261                              | Махачкала — Ростов-на-Дону       | 262                              | Ростов-на-Дону — Махачкала       |
| 333                              | Владикавказ — Минеральные Воды   | 334                              | Минеральные Воды — Владикавказ   |
| 361                              | Нальчик — Минеральные Воды       | 362                              | Минеральные Воды — Нальчик       |
| 367                              | Кисловодск — Киров               | 368                              | Киров — Кисловодск               |
| 381                              | Грозный — Москва                 | 382                              | Москва — Грозный                 |
| 425 «Таврия»                     | Кисловодск — Симферополь         | 426 «Таврия»                     | Симферополь — Кисловодск         |
| 617                              | Владикавказ — Новороссийск       | 618                              | Новороссийск — Владикавказ       |
| 629                              | Владикавказ — Адлер              | 630                              | Адлер — Владикавказ              |
| 809 «Ласточка»                   | Кисловодск — Ростов-на-Дону      | 810 «Ласточка»                   | Ростов-на-Дону — Кисловодск      |
| 809/817 «Ласточка»               | Кисловодск — Краснодар           | 818 «Ласточка»                   | Краснодар — Кисловодск           |
| Сезонное обращение поездов       |                                  |                                  |                                  |
| 251                              | Владикавказ — Санкт-Петербург    | 252                              | Санкт-Петербург — Владикавказ    |
| 253                              | Кисловодск — Ростов-на-Дону      | 254                              | Ростов-на-Дону — Кисловодск      |
| 265                              | Кисловодск — Тюмень              | 266                              | Тюмень — Кисловодск              |
| 643 «Фирменный»                  | Кисловодск — Адлер               | 644 «Фирменный»                  | Адлер — Кисловодск               |
| 657                              | Владикавказ — Анапа              | 658                              | Анапа — Владикавказ              |
| 693                              | Кисловодск — Минеральные Воды    | 694                              | Минеральные Воды — Кисловодск    |

## Фотогалерея
- Перрон станции
- Вокзал со стороны города
- Вид вокзала ночью

- Памятные доски